# دیک ریچاردز
دیک ریچاردز (انگلیسی: Dick Richards؛ زادهٔ ۱۹۳۶) کارگردان و تهیه‌کننده اهل ایالات متحده آمریکا است. 